# Белене (лагер)
Вижте пояснителната страница за други значения на Белене.
ТВО „Белене“ е името на концлагер в България, функционирал на територията на остров Персин (Беленски остров), в периода 1949 – 1989 година (с няколко много големи прекъсвания), като жените са били на остров Щурчето.
Създаден е със заповед от 30 май 1949 г., а първите лагеристи пристигат там към края на юни. Закрит от 5 септември 1953 г., той е възстановен след Унгарското въстание от края на 1956 г. и отново е закрит на 27 август 1959 г., въпреки че тайно продължава да функционира поне две години след това. Лагерът отново отваря през 1972 и 1984 година по време на т.нар. Възродителен процес, когато там са затваряни стотици помаци и турци. Днес съоръженията му се използват от Затвор – Белене.
Построен е по поръчка на Българската комунистическа партия и Отечествения фронт. Там са депортирани много от противниците на комунистическия режим в Народна република България: селяни – противници на ТКЗС, полицаи, офицери, предвоенни министри, индустриалци и банкери, народни представители от разтурената опозиция, николапетковисти, социалдемократи, демократи, анархисти, троцкисти, легионери, бранници, ратници, членове на ВМРО, католически, протестантски и православни духовници, разследвани като титовисти комунисти, руски белоемигранти, гръцки военнопленници и комунистически политемигранти, югославски политемигранти, турски и германски военнопленници.

## История
След Деветосептемврийския преврат официално концлагерите се появяват с Указ № 8 на регентите от 11 януари 1945 г., по предложение на министъра на вътрешните работи Антон Югов, и по съветски образец са наричани Трудово-възпитателни общежития (ТВО). На 27 април 1949 г. Министерският съвет взима решение (Протокол № 5) за по-ефективен контрол и изолиране на политическите си противниици, концентрирайки ги на едно място. Това място се оказват дунавските острови срещу село Белене, от които най-големият е Персин.
На 9 май с министерска заповед за незабавно изпращане в ТВО на вражески елементи, малко преди изборите, са арестувани и затворени в концлагерите „Богданов дол“, „Николаево“ и „Ножарево“ няколкостотин души. На 30 май със заповед на помощник-министърът на вътрешните работи Руси Христозов е създаден концлагерът (ТВО) „Белене“. Негов първи началник (до ноември 1950 г.) е майор Ангел Куртев, а следващият (до септември 1953) е капитан Стефан Китов. Първите лагеристи, прехвърлени на острова към края на юни 1949 г., за да основат там лагер, са 249 души от „Богданов дол“. На гола поляна те започват сами да строят колиби от подръчен материал, главно папур и върби. Броят на лагеристите бързо нараства, а лагерът скоро започва да бъде наричан „Българският Сибир“.
Белене функционира с прекъсвания от 1949 до 1989 г. Причините за затваряне там са били предимно политически: разрушаване на Сталински паметници, оказана помощ на противникови (немски) войници, принадлежност към римокатолическата църква в България или към съюза на селяните, шпионаж за англоамериканските капиталисти или критика срещу Червената армия в България, по доноси. В лагера са въдворявани и голям брой криминално проявени.
Към края на 1949 година броят на концлагеристите в България е около 4500, включително 800 в Белене. През 1950 година обаче е взето решение въдворяванията да стават само на едно място, като за тази цел е избран именно лагерът Белене. През есента на същата година там има 1097 лагеристи. През 1952 година работи специална комисия за преглед на заповедите за въдворяване, включваща висши функционери като члена на Политбюро Георги Дамянов и вътрешния министър Георги Цанков, която освобождава 1228 души. Към края на годината броят на въдворените е 2348, над 90% от тях по политически причини.
През лятото на 1953 година диктаторът Вълко Червенков, по указания от новите съветски власти след смъртта на Йосиф Сталин, обявява на заседание на ЦК на БКП трудовите лагери за „произвол“. На 5 август почти половината политически затворници в Белене са освободени, като в лагера остават 1059 души. На 5 септември е взето решение за закриване на лагера, като малко повече от половината затворници са освободени, а останалите остават в затвора и срещу тях започват съдебни процеси.
Лагерът в Белене е възстановен на 5 ноември 1956 г. Броят на затворените нараства и през 1959 година достига 1896 души. През август 1959 година Политбюро взема решение да се „ликвидират трудововъзпитателните общежития в страната“ и повечето затворени в „Белене“ са освободени или изправени пред съд. Въпреки това по преценка на вътрешното министерство 166 души са задържани и прехвърлени в новосъздадения лагер „Слънчев бряг“ край Ловеч.
Лагерът е ръководен от българската Държавна сигурност. Задържаните (около 1100 души, от които около 800 – политически) са работили в земеделието: 600 000 м² зеленчукопроизводство, свиневъдство, голямо производство на коноп в една фабрика. Официалното име на лагера е било „Работнически лагер за превъзпитание“. В периода 1949 – 1953 г. няколко десетки души умират в лагера при неизяснени обстоятелства. В съревнованието кой да е № 1 в лагера управителите Цвятко Горанов от село Махалата (сега град Искър) и Николай Газдов от село Деляновци си съперничат. Бившият лагерник Александър Златарски от София разказва: „Горанов и Газдов биеха зверски, биеха така жестоко все едно, че се вживяваха като правеха това. Може би биеха от любов към побоя. След като те започваха се знаеше какъв е краят на човека“. Според бивш затворник: „ние работихме по 70 – 80 часа без прекъсване, за да разтоварим един кораб със 100 тона камъни. Заповедта гласеше, че след разтоварването ще получим храна“.
Бившите затворници на концлагера се срещат веднъж годишно през пролетта на острова, за да почетат паметта на загиналите. След Комунизма в България обработването на случая и преосмислянето на случилото се е все още трудно, защото архивите на бившата Държавна сигурност са все още затворени, въпреки че тяхното отваряне е една от точките в договора за присъединяване към ЕС.
И до днес се намира един затвор в западната част на острова, който преди е функционирал паралелно с концлагера. Понтонен мост е връзката със сушата, по него може да премине кола. За да се премине през моста е нужно разрешението на управата на затвора, което се намира на брега на Белене.
Лагерът и някои оцелели са обект на документалния филм по немската телевизионна програма ZDF „С поглед напред, но никога забравени. Балада за Български герои“, който е създаден от Илия Троянов през 2007 г.

## Концлагеристи
Списъкът на някои от затворените в Белене включва:
- отец Богдан Добранов, католически Софийско-Пловдивски епископ
- отец Григорий Попалександров, православен свещеник
- отец Димитър Биров, православен свещеник
- отец Методий Стратиев, католически Софийски екзарх
- отец Самуил Джундрин, католически Никополски епископ, (1952 – 1961)
- отец Иван Георгиев Пинтев, православен свещеник
- отец Михаил Апостолов, православен свещеник
- отец Николай Цветков Василев, православен свещеник (1952 – 1956)
- отец Петър Сарийски, католически свещеник
- отец Христо Минчев, православен свещеник
- отец Храбър Марков, католически свещеник
- отец Христо Устабашиев, православен свещеник (умира на острова през юни 1952)
- пастор Иван Игов
- пастор Митко Матеев
- пастор Стефан Градинаров (1950 – 1953)
- пастор Харалан Попов
- пастор Кирил Шемков (7 години)
- Александър Гиргинов, общественик и държавник (умира в концлагера през 1953)
- Ангел Гулев, учител
- Ангел Държански, юрист
- Асен Овчаров, музикант, джаз-изпълнител
- Асен Христофоров, икономист (1951 – 1952)
- Атанас Москов, политик (1951 – 1955)
- Бойчо Огнянов
- Борис Павлов, юрист и министър
- Борис Сидов, стоматолог (1908 – 1963)
- Васил Баларев, офицер
- Георги Константинов, анархист
- Герчо Джамбазов, поет
- Димитър Вълев, министър
- Димитър Гатев, член на БЗНС – Никола Петков, с. Алеко Константиново, Пазарджишко
- Димитьр Младенов, полковник, прославен военачалник, командир на гарнизона в Прилеп, сражавал се успешно срещу вермахта през септември 1944 г.
- Димитър Порков, офицер
- Димитър Савов, предприемач (1951, умира в лагера)
- Дончо Смилов, адвокат
- Евгени Стоянов, офицер
- Здравко Георгиев, офицер
- Иван Влайков, офицер
- Иван Вълков, офицер
- Иван Кефсизов, офицер
- Илия Вълков, физик и откривател на Брауновия газ
- Илия Кожухаров, юрист (1951 – 1954)
- Йордан Ковачев, поет (1951 – 1958)
- Йосиф Петров, поет (1956 – 1959)
- Кирил Йосифов Попов, член ПП на БЗНС „Н. Петков“ с решаващ глас, (1949 – 1953) (1956 – 1959)
- Кирил Христов Димитров, полковник, (1895 – 1961), бивш командир на Х пехотен Родопски полк (1941 – 1944)
- Кирил Янчулев, генерал
- Костадин Чешмеджиев, офицер
- Константин Бекяров, офицер
- Константин Казанджиев, офицер
- Константин Муравиев, политик (1956 – 1959)
- Крум Хорозов, член на БЗНС
- Лиляна Спасова Пиринчиева, аптекарка в Пловдив
- Любен Боянов, юрист и политик от БЗНС „Никола Петков“
- Любен Диков, юрист
- Манол Журналов, юрист
- Марко Рясков, държавник (1951 – 1954)
- Марко Чиков, офицер
- Михаил Янев, офицер
- Недялко Атанасов, политик (освободен през 1955)
- доктор Никола Грозев, лекар хирург (1952 – 1954)
- Никифор Йорданов Никифоров, генерал-майор
- Никола Йотов, юрист (1956 – ?)
- Никола Недев, офицер и политик (1951 – 1954)
- Петър Байчев, офицер художник (1949 – 1953)
- Петър Дертлиев, политик, социалдемократ
- Петър Дъбов, юрист (1951, умира в лагера)
- Петър Рашеев, офицер
- Петко Огойски, писател
- Петко Стоянов, икономист
- Петър Темелков, земеделец, с. Ляхово, Пазарджишко
- Стефан Богданов, началник на ДС
- Стефан Бочев, писател и дипломат
- Стойчо Мошанов, политик (1949)
- Стоян Бояджиев, деец на ВМРО (1958 – 1959)
- Стоян Трендафилов, офицер
- Тодор Тошев, офицер
- Тодор Цанев, поет, кмет на Русе (1990 – 1991)
- Трифон Силяновски, пианист, композитор
- Христо Бърдаров, военен деец
- Христо Генчев Топалов, офицер
- Христо Захариев, адвокат
- Христо Пастухов, кардиолог
- Христо Попов, общественик (умира в концлагера през 1952)
- Христо Стоянов, политик
- Цанко Луканов, журналист и писател
- Цветан Радович, юрист
- Цветана Джерманова, анархист (1951 – 1952)
- Щилиян Кунев, студент-правист, по-късно киноактьор и буфосинхронист, баща на Меглена Кунева
- Ячо Хлебаров, общественик (1949 – 1951)
- Янко Бойчев, офицер